# Tlalixtac de Cabrera (kommun)
Tlalixtac de Cabrera är en kommun i Mexiko.   Den ligger i delstaten Oaxaca, i den sydöstra delen av landet, 400 km sydost om huvudstaden Mexico City.
Följande samhällen finns i Tlalixtac de Cabrera:
- Tlalixtac de Cabrera
- Rincón de Analco